# Alessandro Grandi
Alessandro Grandi (1590-Bérgamo, 1630) fue un compositor de música del Barroco temprano, que destacó por su estilo concertato. Es considerado uno de los mejores compositores de la época, después de Monteverdi.

## Biografía
Sobre sus primeros años de vida no se guarda mucha información, y tampoco existen documentos que confirmen la fecha exacta y el lugar de nacimiento, aunque se cree que fue en el norte de Italia. Se intuye que recibió clases de Gabrieli en Venecia, y que gracias a él llegó a ser maestro de capilla de la Accademia della Morte de Ferrara en 1597 (la academia musical más importante de Ferrara en la época), asumiendo 30 años después la dirección de los coros de la Catedral de Ferrara. Se sabe que entre 1619 y 1624, participó en las actividades de la Escuela de San Rocco y fue servidor de otras grandes instituciones. En uno de sus viajes a Italia, conoció a Heinrich Schütz y años después, falleció en Bérgamo.  

## Obras
La mayoría de sus obras son vocales con acompañamiento, con gran parecido a las composiciones de Gabrielli, quien fue su maestro unos años. Es interesante el tratamiento de la voz, con gran textura contrapuntística y de escritura imitativa. Las primeras composiciones destacan por su estilo concertato y por ser motetes, duetos o tríos. Desarrolló el concepto de ritornello, y también las composiciones de cantata que culminarían con los trabajos de J.S. Bach. Por esta primera utilización del término cantata, en una edición musical, destaca Cantade et arie publicado por segunda vez en 1620, pues su primera edición no llegó a conservarse. La única copia de esta edición estuvo guardada en la Biblioteca Universitaria de Breslau (Alemania) hasta finales de la II Guerra Mundial. Cuando los rusos arrasaron la ciudad, la biblioteca desapareció bajo las llamas y entre todos los ejemplares quemados estaba esta recopilación. Lo único que nos queda es un manuscrito del musicólogo Alfred Einstein que está guardado en la Biblioteca Musical del Smith College de Northampton en Massachusetts. Se vivió con la idea de que solo existía un manuscrito hasta que Agostino Ziino y Dinko Fabris dieron con una copia más en una colección privada del musicólogo español Rodrigo de Zayas, en Sevilla. En Bérgamo Grandi publicó su sexta y última colección de motetes (1630), permitiendo en las piezas para cuatro voces la preferencia por formas con contrastes entre solo y tutti. Como ejemplo de esto tenemos O porta caeli. Él también aplica la textura del trío a una colección que contiene una misa y salmos, siendo los textos son más largos y con melodía silábica. El estilo parece mucho menos sofisticado que el de Venecia. 
La música de Grandi fue conocida no sólo en Italia, sino también en Alemania del sur a través de las grandes antologías publicadas por Johann Donfrid.